# Sheboygan County
Sheboygan County är ett administrativt område i delstaten Wisconsin, USA, med 115 507 invånare (2010). Den administrativa huvudorten (county seat) är Sheboygan.

## Geografi
Enligt United States Census Bureau har countyt en total area på 3 292 km². 1 324 km² av den arean är land och 1 968 km² är vatten.

### Angränsande countyn
- Manitowoc County - nord
- Ozaukee County - syd
- Washington County - sydväst
- Fond du Lac County - väst
- Calumet County - nordväst